# Izbišno
Izbišno je naseljeno mjesto u općini Foča, Republika Srpska, BiH. Nalaze se sa sjeverne strane prometnice M18. Jugoistočno su rudnici.
Godine 1962. upravno su mu pripojena naselja Dobromanovići, Mrđenovići i Kljuna (Sl.list NRBiH, br.47/62).

## Stanovništvo
| Narod     | Popis 1961. | Popis 1971. | Popis 1981. | Popis 1991. |
| --------- | ----------- | ----------- | ----------- | ----------- |
| Hrvati    |             |             |             |             |
| Muslimani | 289         | 781         | 634         | 473         |
| Srbi      | 4           | 2           |             | 2           |
| ostali    | 2           | 2           | 6           |             |
| Ukupno    | 295         | 785         | 640         | 475         |